# زمین‌لرزه ۲۰۰۴ آلاباما
زمین‌لرزه آلاباما  در تاریخ ۲۹ آوریل ۲۰۰۳ میلادی، برابر با ‎۹ اردیبهشت ۱۳۸۲، ساعت ۸:۵۹:۳۹ به زمان یوتی‌سی در آلاباما رخ داد. ژرفای این زمین‌لرزه ۱۹ کیلومتر بود، و بزرگی آن ۴٫۶ در مقیاس Mw اعلام شده‌است. زمین‌لرزه به وقت محلی در روز سه‌شنبه، ساعت ۲ روی داده و منطقه زمانی آن یوتی‌سی -۶ بوده‌است (با لحاظ تغییر ساعت تابستانی).
سازمان زمین‌شناسی آمریکا نیز رومرکز این زمین‌لرزه را در مختصات ۳۴°۲۹′۳۸″شمالی ۸۵°۳۷′۴۴″غربی / ۳۴٫۴۹۴°شمالی ۸۵٫۶۲۹°غربی و ژرفای آنرا در ۱۹ کیلومتر گزارش کرده‌است. بزرگی برگزیدهٔ این سازمان از میان بزرگیهای محاسبه‌شدهٔ مختلف ۴٫۶ در مقیاس Mw بوده و از دید اثر، در میان چهار دسته‌بندی «نامحسوس»، «محسوس»، «زیان‌آور» یا «با تلفات»، زمین‌لرزه را «زیان‌آور» اعلام کرده‌است.